# Uzdá
Uzdá (bielorruso y ruso: Узда́) es una ciudad subdistrital de Bielorrusia, capital del distrito homónimo en la provincia de Minsk.
En 2023, la ciudad tenía una población de 10 677 habitantes.
Se ubica unos 50 km al sur de la capital nacional Minsk, en el cruce de las carreteras P61 y P68.

## Historia
Se conoce la existencia del asentamiento desde 1450, cuando aparece en documentos del Gran Ducado de Lituania como un pueblo cuyo señorío pertenecía inicialmente a la familia noble Korsak. En la segunda mitad del siglo XV adoptó el estatus de miestelis. En la partición de 1793 se integró en el Imperio ruso, que estableció aquí el centro administrativo de un vólost en el uyezd de Ihumen de la gobernación de Minsk. La RSS de Bielorrusia le dio el estatus de capital distrital en 1924 y el de asentamiento de tipo urbano en 1938. Tiene el estatus de ciudad subdistrital desde 1999.